# Мирный (Новопокровский район)
Мирный — посёлок в Новопокровском районе Краснодарского края.
Входит в состав Покровского сельского поселения.

## География

### Улицы
- ул. Северная,
- ул. Южная.

## Население
| 2002 | 2010 |
| ---- | ---- |
| 373  | ↘297 |